# Nowosjolki (Kaliningrad, Prawdinsk)
Nowosjolki (russisch Новосёлки; deutsch Neuendorf) ist ein Ort in der russischen Oblast Kaliningrad und gehört zur Gorodskoje posselenije Schelesnodoroschnoje (Stadtgemeinde Schelesnodoroschny (Gerdauen)). Im Ergebnis des Zweiten Weltkrieges wurde der Ort, der zum Landkreis Gerdauen gehörte, wie der gesamte Nordteil Ostpreußens (außer dem Memelland) Teil der RSFSR, einer der Unionsrepubliken der Sowjetunion.

## Geographische Lage
Nowosjolki liegt vier Kilometer nordwestlich von Schelesnodoroschny an einer recht unwegsamen Straße, die über Odojewskoje (Neuendorfshof) direkt in den Ort führt. Vor 2001 war Schelesnodoroschny die nächste Bahnstation, bis die Bahnstrecke Toruń–Tschernjachowsk (Thorn–Insterburg) im russischen Streckenabschnitt aufgegeben wurde.

## Geschichte
Am 9. April 1874 wurde der zu dieser Zeit Neuendorf genannte Ort Amtsdorf und namensgebend für den neu gebildeten Amtsbezirk Neuendorf, im Landkreis Gerdauen, im Regierungsbezirk Königsberg der preußischen Provinz Ostpreußen. Zu diesem Verwaltungsverbund schlossen sich die drei Landgemeinden Adlig Neuendorf, Königlich Neuendorf und Neuendorf Kämmereidorf sowie der Gutsbezirk Rathsthal (russisch: Ranneje) zusammen.
Am 13. Oktober 1890 vereinigten sich die Landgemeinden Adlig- und Königlich Neuendorf sowie Neuendorf Kämmereidorf zur neuen Landgemeinde Neuendorf. Sie zählte im Jahre 1910 421 Einwohner.
Am 30. September 1928 wurde dann auch noch der Gutsbezirk Rathsthal (Ranneje) nach Neuendorf eingemeindet, so dass die Einwohnerzahl bis 1933 auf 556 anstieg und 1939 noch 496 betrug. Der Amtsbezirk Neuendorf bestand bis zu seinem Ende im Jahre 1945 nur noch aus der Gemeinde Neuendorf.
Infolge des Zweiten Weltkrieges kam das nördliche Ostpreußen – und mit ihm Neuendorf – zur Sowjetunion. Der Ort erhielt 1947 den russischen Namen „Nowosjolki“. Bis zum Jahre 2009 war Nowosjolki innerhalb der seit 1991/92 russischen Oblast Kaliningrad in den Wischnjowski sowjet (Dorfsowjet Wischnjowoje (Altendorf)) eingegliedert und ist seither – aufgrund einer Struktur- und Verwaltungsreform – eine als „Siedlung“ (russisch: possjolok) eingestufte Ortschaft innerhalb der Gorodskoje posselenije Schelesnodoroschnoje (Stadtgemeinde Schelesnodoroschny (Gerdauen)).

## Kirche
Die vor 1945 mehrheitlich evangelische Bevölkerung von Neuendorf war in das Kirchspiel Schelesnodoroschny (Bis 1946 Gerdauen) eingepfarrt, das zum gleichnamigen Kirchenkreis in der Kirchenprovinz Ostpreußen der Kirche der Altpreußischen Union gehörte.
Heute liegt Nowosjolki im Einzugsbereich der in den 1990er Jahren neu entstandenen Auferstehungskirchengemeinde in Kaliningrad (Königsberg), die zur ebenfalls neu gebildeten Propstei Kaliningrad der Evangelisch-Lutherischen Kirche Europäisches Russland (ELKER) gehört.